# Сенцано (Бреша)
Сенцано је насеље у Италији у округу Бреша, региону Ломбардија. 
Према процени из 2011. у насељу је живело 109 становника. Насеље се налази на надморској висини од 329 м.